# Moskwitsch-400
Der Moskwitsch-400 (russisch Москвич-400) ist ein Personenkraftwagen des sowjetischen Herstellers Moskowski Sawod Malolitraschnych Awtomobilej russisch (Московский завод малолитражных автомобилей, kurz MSMA bzw. MZMA, russisch МЗМА, bekannt durch die Verwendung des Markennamens Moskwitsch), der von 1946 bis 1956 in Serie gebaut wurde. Das Fahrzeug war größtenteils ein Weiterbau des Opel Kadett von 1938 auf den originalen Produktionsanlagen, die 1945 nach dem Ende des Zweiten Weltkriegs in Rüsselsheim für die Sowjetunion beschlagnahmt und nach Moskau gebracht worden waren.
Unter der Bezeichnung Moskwitsch-401 (russisch Москвич-401) wurde von 1954 bis 1956 eine Version mit geringfügig höherer Leistung gebaut.

## Fahrzeuggeschichte

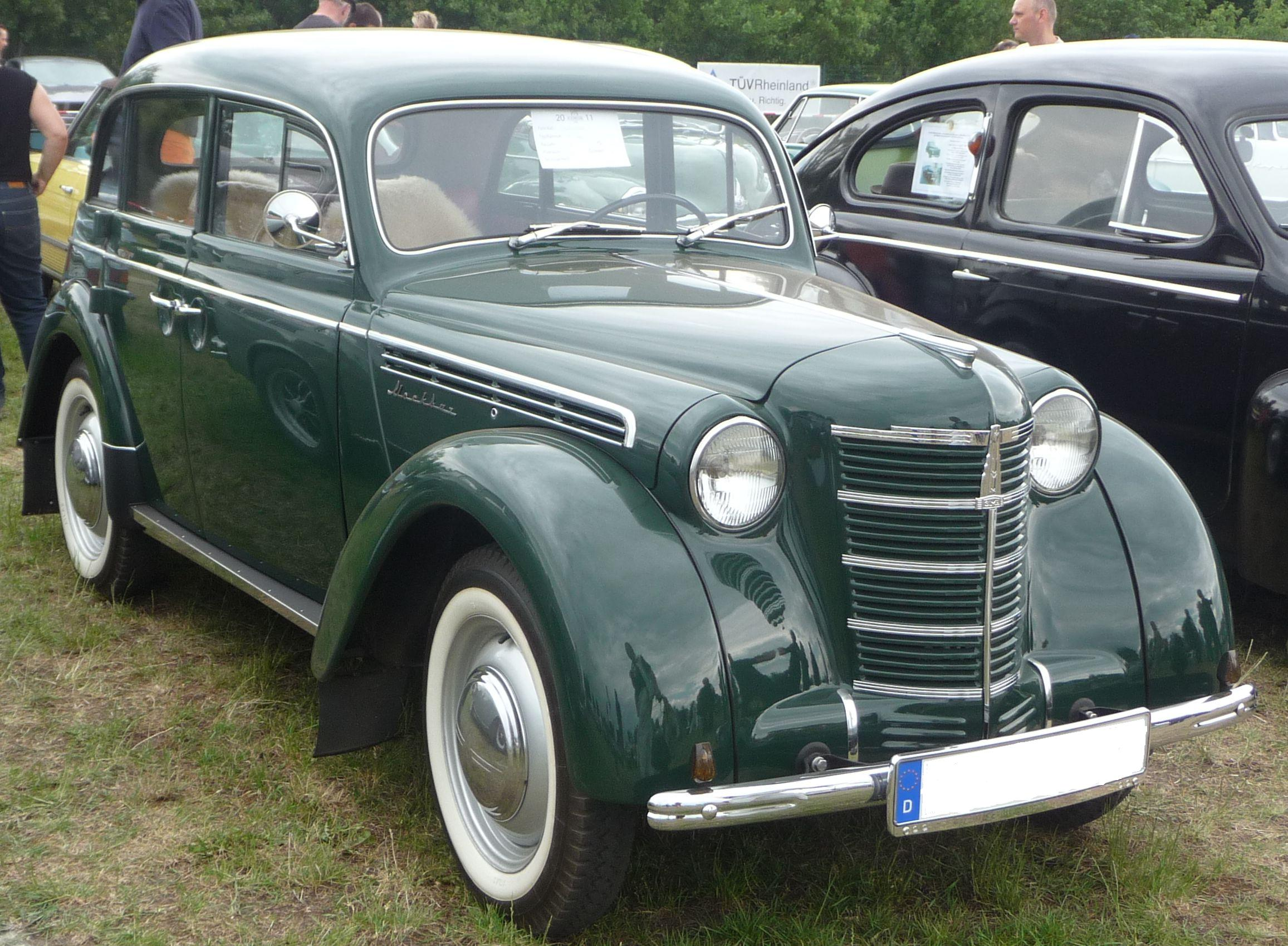
Restaurierter Moskwitsch-400 mit deutscher Zulassung (2011)

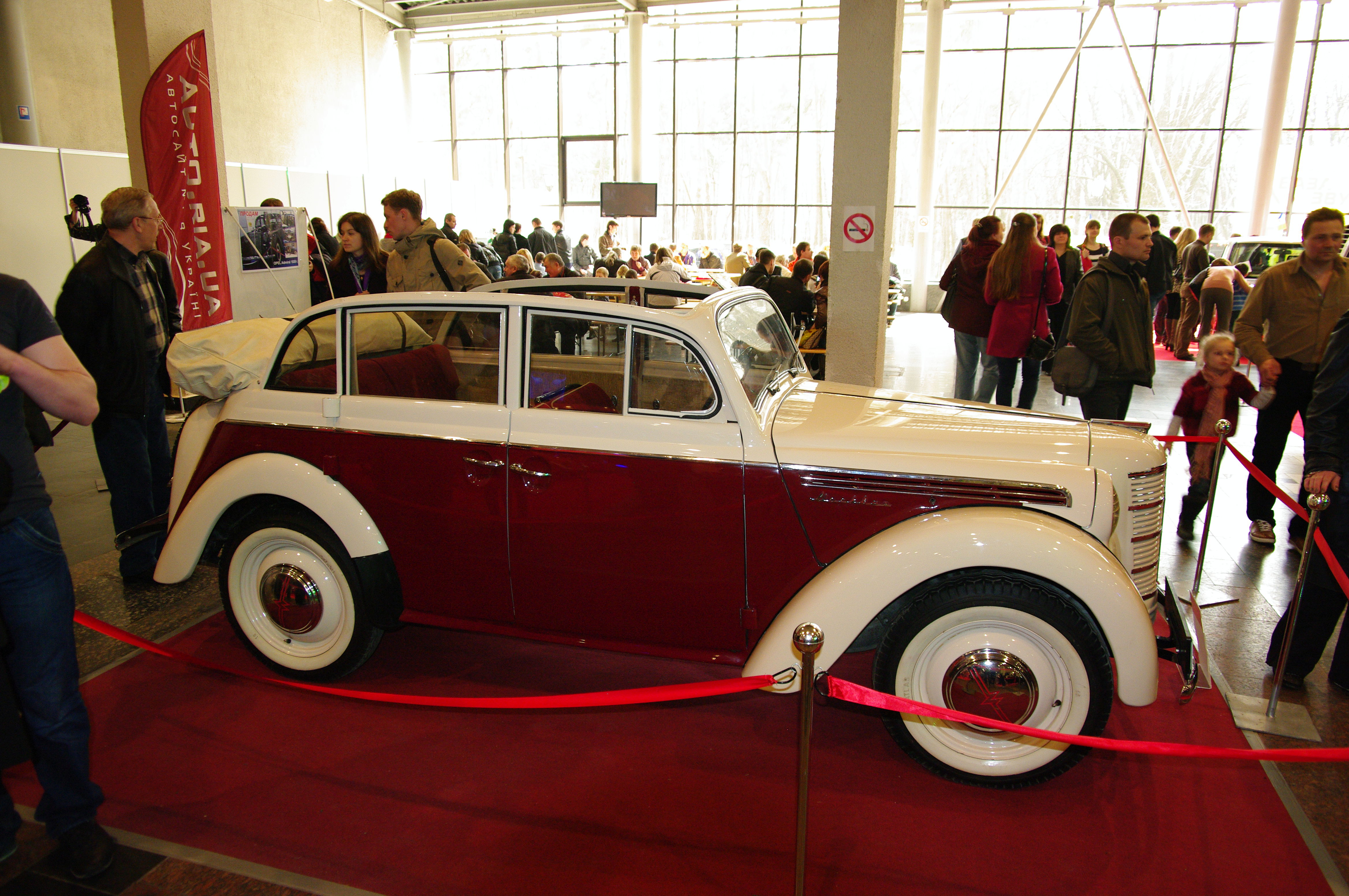
Cabriolimousine Moskwitsch-400-420A in Kiew (2013)

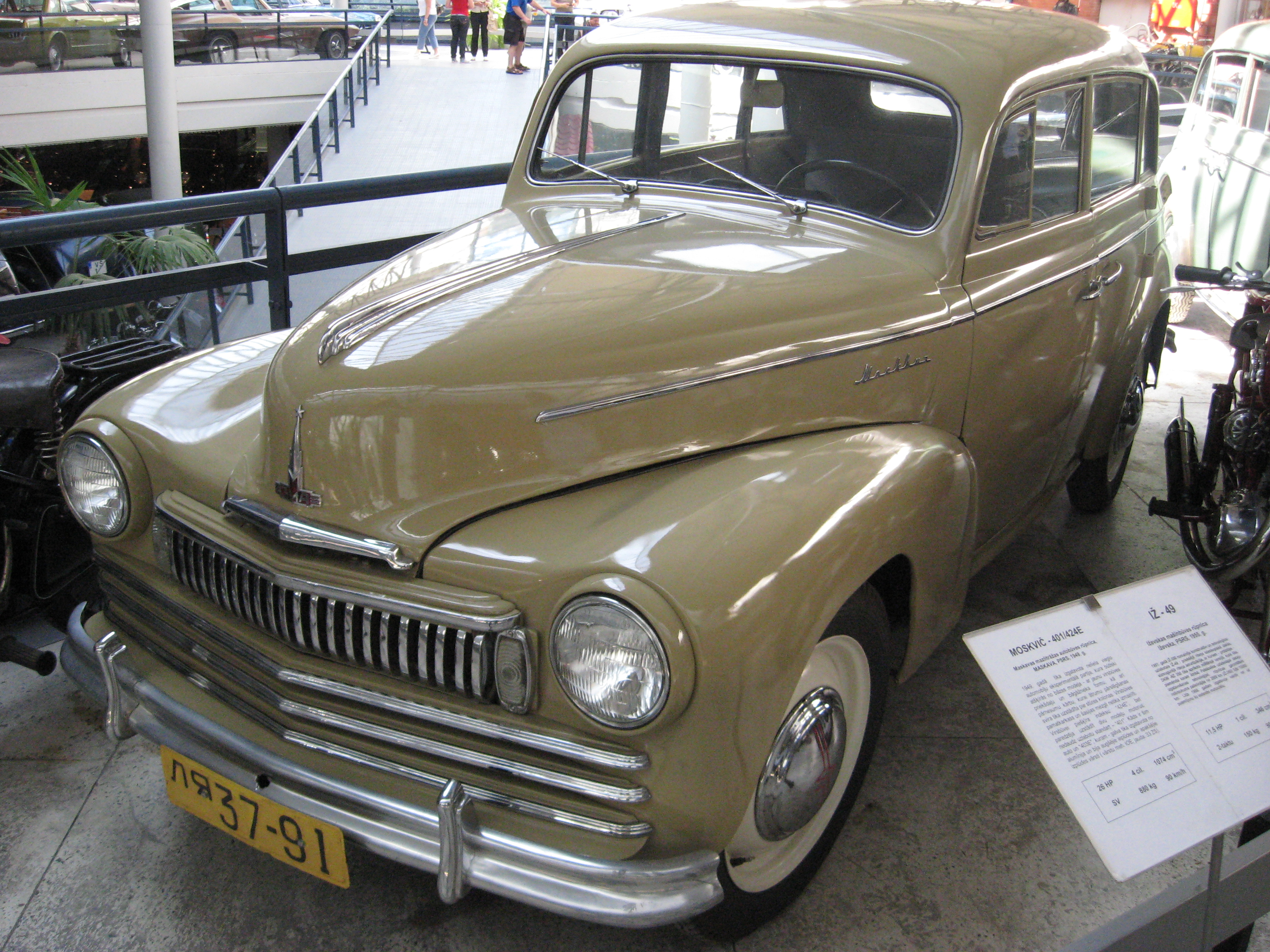
Prototyp Moskwitsch-401E-424E mit geänderter Front im Rigaer Motormuseum (2008)

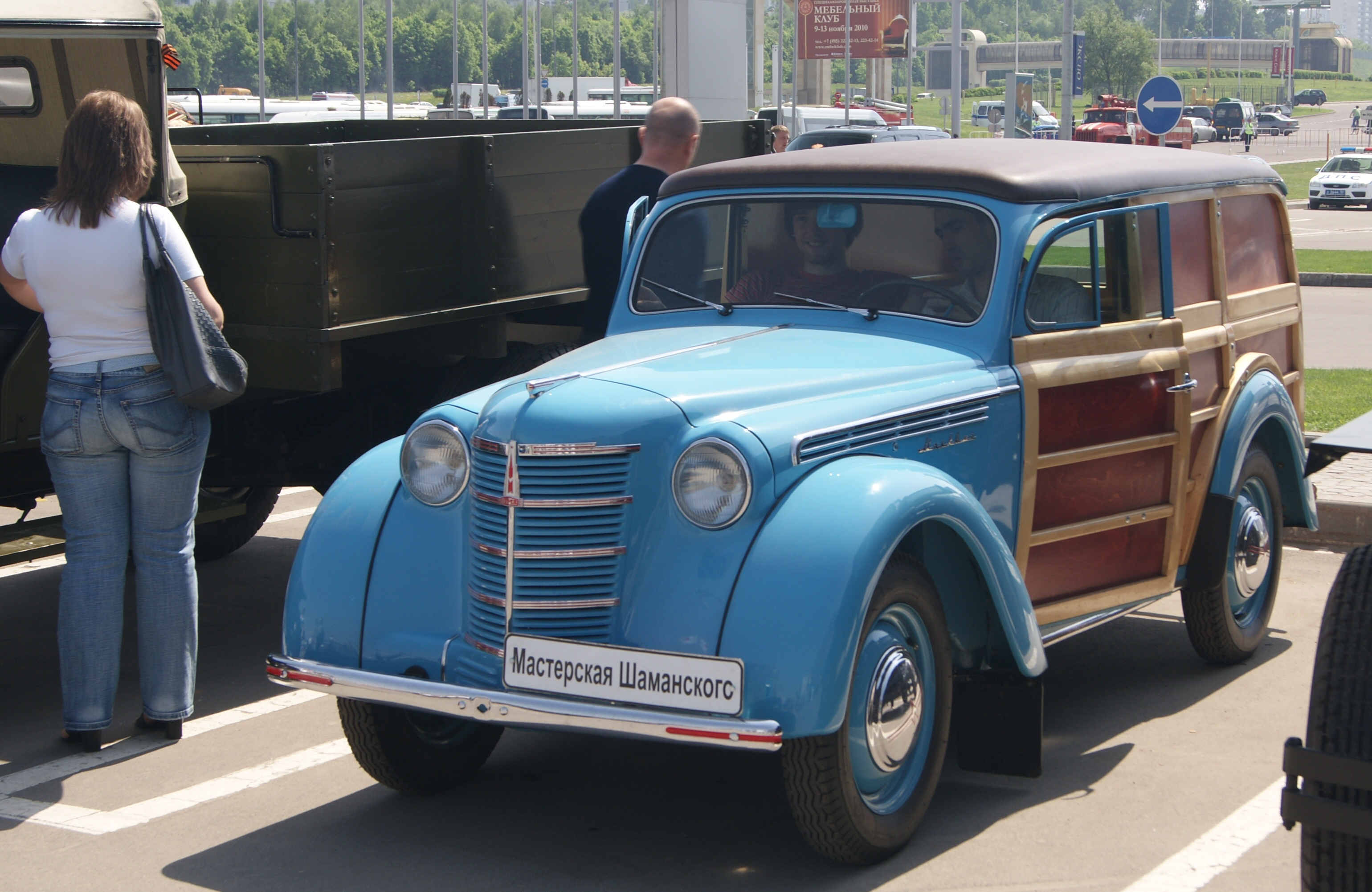
Kastenwagen Moskwitsch-400-422 in Moskau (2010)

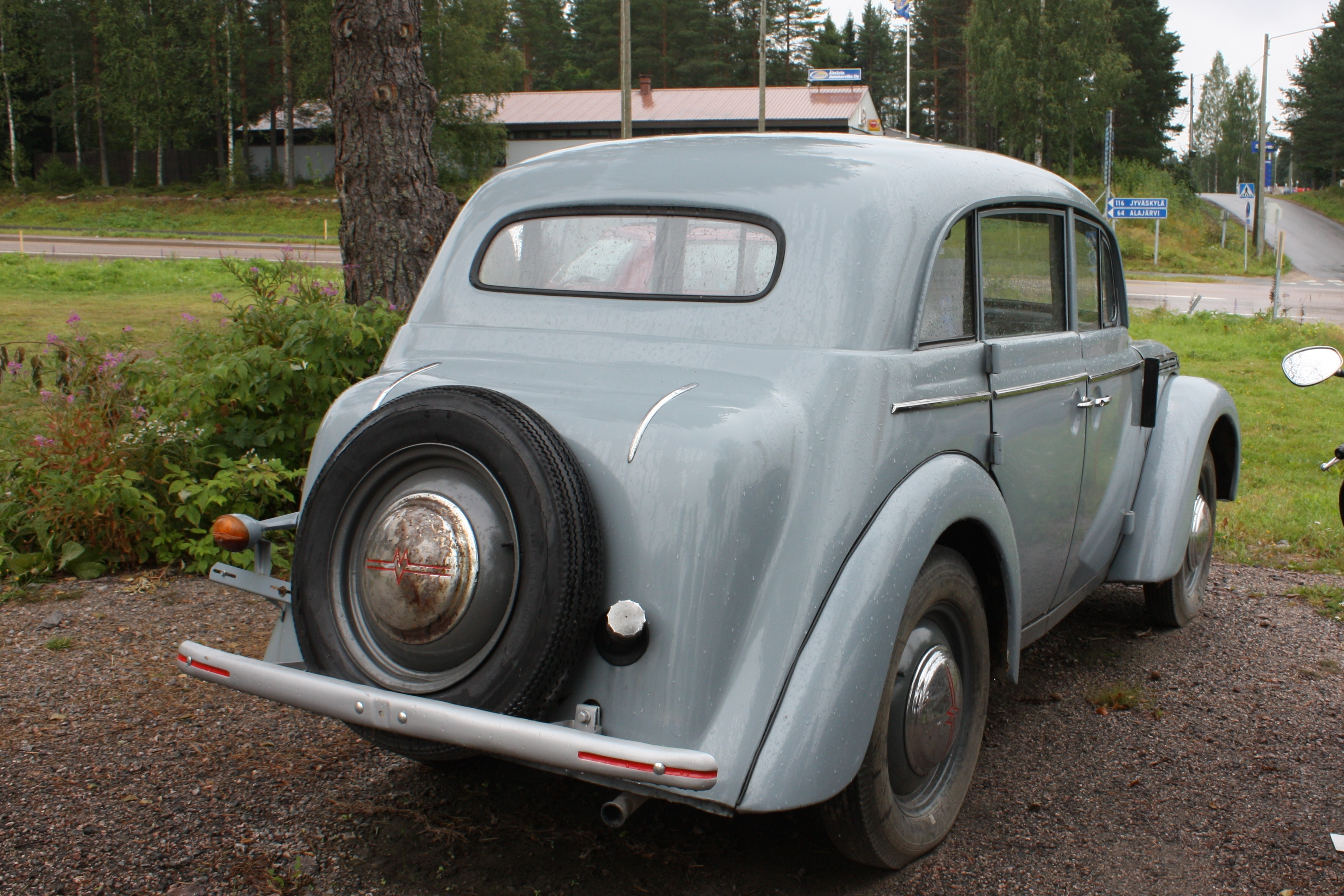
Heckansicht eines Moskwitsch-401 von 1955 in Ähtäri (2011)

Die Adam Opel AG produzierte schon seit 1936 in Rüsselsheim den Opel Kadett. Nach dem Ende des Zweiten Weltkriegs wurden die dortigen Produktionsanlagen des Kadett zusammen mit den Blechpresswerkzeugen für die Ganzstahlkarosserie aus dem Ambi-Budd-Werk in Berlin-Johannisthal für die Sowjetunion beschlagnahmt und nach Moskau gebracht. Dort wurden sie in dem bereits bestehenden Moskowski Sawod Malolitraschnych Awtomobilej wieder aufgebaut. Allerdings gehörte Opel damals bereits zum US-amerikanischen Autokonzern General Motors, weshalb die Konstruktion nicht metrisch, sondern auf das angloamerikanische Maßsystem ausgelegt war. Dies wurde vor dem Beginn der Produktion in Moskau geändert, da in der Sowjetunion das metrische System galt. Außerdem wurde eine stärkere Lichtmaschine vorgesehen. Zu Ehren des bevorstehenden 800. Jahrestages der Gründung Moskaus erhielt das Fahrzeug den Namen Moskwitsch („Der Moskauer“).
Die Serienfertigung des Moskwitsch-400-420 (Limousine) begann am 4. Dezember 1946. Bereits 1947 wurde eine Modellversion als zweitüriger Kastenwagen mit Holzaufbau gefertigt, die als Moskwitsch-400-422 bezeichnet wurde. Aufgrund der großen Verbreitung des Fahrzeugs wurden in den folgenden Jahren noch verschiedene andere Aufbauten hergestellt. Ab 1948 und besonders in den Jahren 1949 und 1950 wurden verschiedene Prototypen gebaut, darunter auch eine Experimentalversion als Kombi und Modelle mit geänderter Front.
Ab Mai 1951 wurde ein neues Getriebe mit synchronisiertem zweiten und dritten Gang eingebaut. Im Jahr 1954 folgte die wesentlichste Änderung: Die Motorleistung wurde von 23 PS auf 26 PS gesteigert, indem das Verdichtungsverhältnis auf 6,2:1 erhöht wurde. Dies hatte auch eine Umbenennung in Moskwitsch-401 zur Folge. Fast alle Modelle wurden mit dem neuen Motor ausgerüstet, lediglich die Fertigung der Cabriolimousine wurde bereits 1952 eingestellt. Die Produktion des Moskwitsch-401 lief noch zwei Jahre und wurde im April 1956 zu Gunsten des Nachfolgers Moskwitsch-402 eingestellt, der eine völlig überarbeitete Karosserie erhielt.
Wie bereits beim Vorgänger KIM-10 war vorgesehen, das Fahrzeug in größeren Stückzahlen zu produzieren. Beim KIM-10 hatte der Ausbruch des Kriegs dies verhindert. Tatsächlich fertigte MZMA während der zehn Jahre Produktion 247.439 Exemplare aller Versionen des Moskwitsch-400, deutlich mehr als die 72.657 Exemplare des Kadett 38 von Opel, die jedoch in einem wesentlich kürzeren Zeitraum vom Band gelaufen waren. Von dieser knappen Viertelmillion waren die meisten Exemplare mit einer geschlossenen Limousinenkarosserie ausgerüstet. Nur 17.742 wurden als Cabriolimousine, 11.129 als Kastenwagen und 2.562 als Fahrgestell ausgeliefert.
Mit seriennahen Fahrzeugen wurden auch Autorennen gefahren. So stellte 1949 ein Moskwitsch-400-420 mit einer Durchschnittsgeschwindigkeit von 83,8 km/h auf den 1000 km von Moskau nach Minsk und zurück einen sowjetischen Rekord auf.

## Modellvarianten
Vom Moskwitsch-400 und Moskwitsch-401 wurden verschiedene Versionen gebaut, jedoch nicht alle Modelle gingen in die Serienfertigung.
Serienfahrzeuge
- Moskwitsch-400-420 – von 1946 bis 1954 gebautes Grundmodell mit 23 PS (17 kW) Leistung und viertüriger Limousinenkarosse
- Moskwitsch-400-420A – von 1949 bis 1952 gefertigte Variante als Cabriolimousine; die technische Ausstattung war die gleiche wie beim Grundmodell, 17.742 Stück wurden produziert
- Moskwitsch-400-420B – wie die Grundversion, allerdings wurden alle Steuerelemente so umgerüstet, dass sie für Personen mit körperlicher Behinderung geeignet waren
- Moskwitsch-400-420K – Fahrgestell mit Fahrerkabine und zwei Türen und Sitzen, auf dem Heck konnte nach Bedarf ein Nutzfahrzeugaufbau angebracht werden; häufig wurden diese Fahrzeuge auf Flughäfen eingesetzt, um Spezialgerät zu transportieren; außerdem wurden auch geschlossene Kästen oder Krankenwagen auf diesem Fahrgestell aufgebaut
- Moskwitsch-400-420M – Fahrzeug für die medizinische Versorgung der Bevölkerung, konnte medizinisches Personal und Ausrüstung transportieren, war aber als Krankentransporter zu klein
- Moskwitsch-400-422 – zweitüriger Kastenwagen mit geschlossenem Aufbau aus Holz mit zweiflügeliger Tür am Heck, gebaut ab 1947;, die Zuladung betrug 200 kg
- Moskwitsch-401-420 – von 1954 bis 1956 gebaute Grundversion mit überarbeitetem Motor mit nun 26 PS (19 kW) Leistung,
- Moskwitsch-401-420B – überarbeitete Version der behindertengerechten Ausführung mit stärkerem Motor
- Moskwitsch-401-420K – überarbeitete Variante des Fahrgestells mit stärkerem Motor
- Moskwitsch-401-420M – überarbeitete Version für die medizinische Versorgung
- Moskwitsch-401-422 – Kastenwagen mit leistungsgesteigertem Motor

Prototypen
- Moskwitsch-400-421 – 1947 gebaute Version als viertüriger Kombi mit Verglasung des Aufbaus; die Karosserieform war die gleiche wie beim Moskwitsch-400-422
- Moskwitsch-400-420 Pick-up – Prototyp eines Pick-ups auf Basis des Fahrgestells Moskwitsch-400-420K; Eine Serienfertigung erfolgte nie
- Moskwitsch-403E-424E – (russisch Москвич–403Э-424Э) Prototyp von etwa 1949 mit geänderter Front: die Motorhaube wurde komplett überarbeitet und der Kühlergrill vollständig geändert; er erhielt bereits einen stärkeren Motor, die Karosserieform wurde aber nie in die Serienfertigung übernommen; es gab einige weitere ähnliche Modelle

## Technische Daten
Für den Moskwitsch-400-420, soweit bekannt.
- Motor: Vierzylinder-Ottomotor
- Leistung: 23 PS (17 kW) bei 3600 min−1
- Hubraum: 1074 cm³
- Verdichtung: 5,8:1
- Treibstoff: Benzin mit mindestens 66 Oktan
- Verbrauch: 9 l/100 km
- Getriebe: handgeschaltetes Dreigang-Getriebe mit Rückwärtsgang, ab 1951: 2. und 3. Gang synchronisiert
- Höchstgeschwindigkeit: 90 km/h
- Beschleunigung: von 0 auf 80 km/h in 55 s
- Antriebsformel: 4×2 (Hinterradantrieb)

Abmessungen und Gewicht
- Länge: 3855 mm
- Breite: 1400 mm
- Höhe: 1550 mm
- Radstand: 2340 mm
- Spurweite vorn: 1105 mm
- Spurweite hinten: 1168 mm
- Bodenfreiheit: 200 mm
- Reifendimension: 4,50–16″, später auch 5,00-16″
- Leergewicht: 845–860 kg